# لین بل
لین بل (انگلیسی: Lyn Bell؛ زادهٔ ۲۴ ژانویهٔ ۱۹۴۷) شناگر اهل استرالیا بود.
وی در مسابقات کشوری و بین‌المللی در مجموع برندهٔ ۱ مدال طلا، ۳ مدال نقره، ۱ مدال برنز شده‌است.